# Llibertat de culte

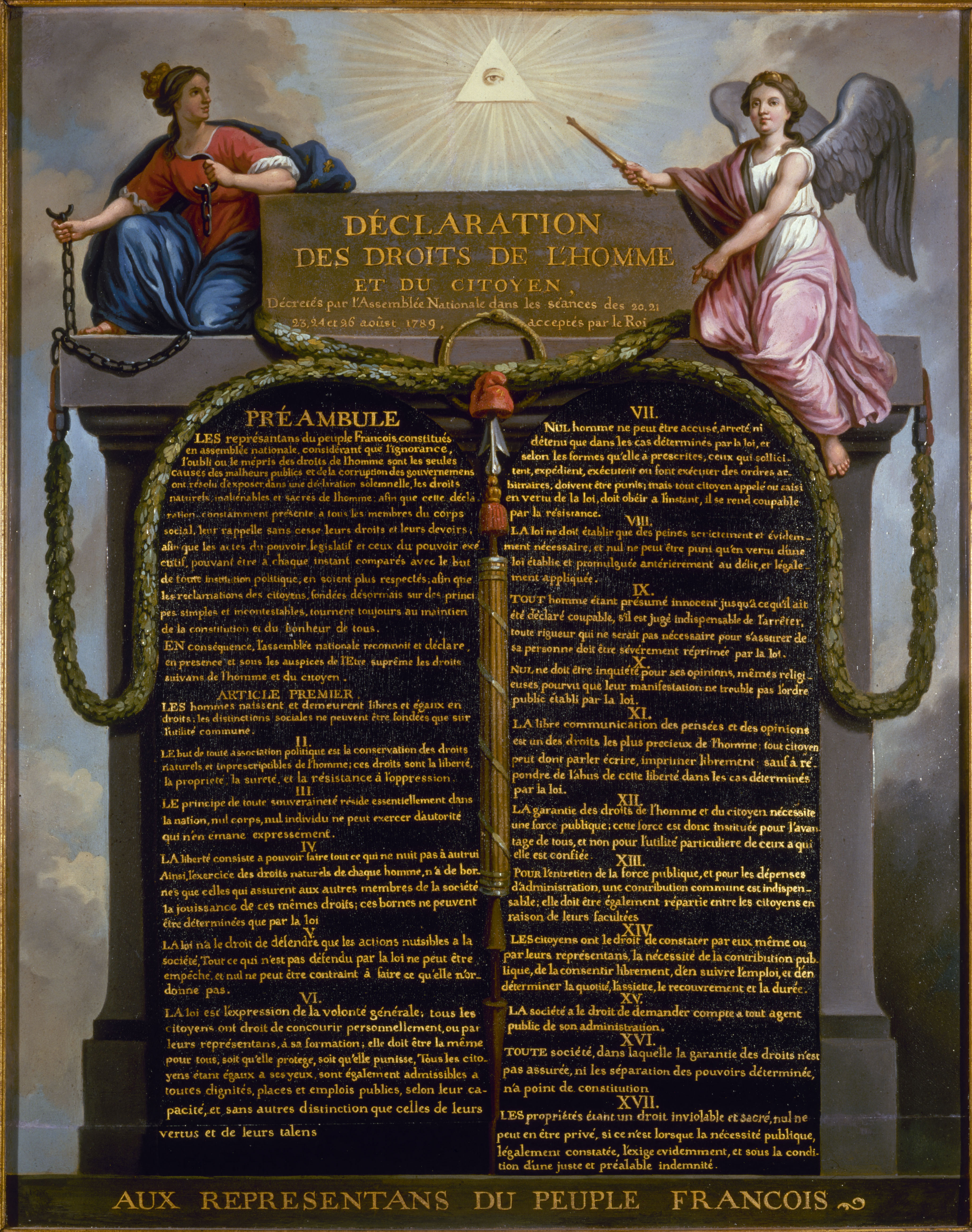
La Declaració dels Drets de l'Home garanteix la llibertat de culte.

La llibertat de culte, llibertat religiosa o llibertat de consciència és un dret fonamental que es refereix a l'opció de cada ser humà d'elegir lliurement la seva religió, de no elegir-ne cap (irreligió), o de no creure o validar l'existència d'un Déu (ateisme i agnosticisme) i poder exercir l'esmentada creença públicament, sense ser víctima d'opressió, discriminació o intent de canviar-la. Aquest concepte va més enllà de la simple tolerància religiosa que permet, com una concessió graciable, l'exercici de religions diferents a l'oficial, en situacions de confessionalitat de l'Estat pròpies de l'Antic Règim. En les democràcies modernes generalment l'Estat garanteix la llibertat religiosa a tots els seus ciutadans, però a la pràctica l'elecció del credo està donada generalment per costums familiars i socials, associant-se sovint certes societats a certes religions. A més les situacions de discriminació religiosa o intolerància religiosa segueixen sent molt freqüents en diferents parts del món, registrant-se casos d'intolerància, preferència d'una religió per sobre d'altres i persecució a certs credos.
La llibertat religiosa és reconeguda pel dret internacional a diversos documents com l'article 18 de la Declaració Universal dels Drets Humans i l'article 18 del Pacte Internacional dels Drets Civils i Polítics; L'art. 27 d'aquest mateix Pacte garanteix a les minories religioses el dret a confessar i practicar la seva religió. De la mateixa forma ho fa la Convenció sobre els drets de l'infant, al seu art. 14 i l'article 9 de la Convenció Europea de Drets Humans.
La Declaració Universal dels Drets Humans indica:
| « | Tota persona té dret a la llibertat de pensament, de consciència i de religió; aquest dret comporta la llibertat de canviar de religió o de convicció i la de manifestar-les individualment o en comú, en públic i en privat, mitjançant l'ensenyament, la predicació, el culte i l'acompliment de ritus. | » |

## Legalitat
La llibertat religiosa constitueix el primer principi que defineix l'actitud de l'Estat en matèria religiosa. Quan això succeeix, a més de prohibir qualsevol coacció sobre el ciutadans i la substitució de l'acte de fe d'aquells, l'Estat es prohibeix a si mateix qualsevol concurrència amb els ciutadans en qualitat de subjecte d'actes o actituds davant la fe i la religió, siguin del signe que siguin.
La llibertat de creences, religiosa o secular, representa el reconeixement d'un àmbit d'actuació constitucionalment immune a la coacció estatal garantit en l'article 16 CE i, com a conseqüència d'això, empara que es puguin professar les creences que hom desitgi i conduir-se d'acord amb aquestes, així com mantenir-les davant tercers (Acta 55/1985, de 24 de juliol, del TC, i STC 46/2001, de 15 de febrer).
Malgrat això, el fet que l'article 16.1 de la CE garanteixi la llibertat religiosa i a continuació proclami la laïcitat de l'Estat en l'apartat 3 del mateix precepte constitucional, no s'ha d'entendre en el sentit que l'Estat es desentengui de la qüestió religiosa, sinó més aviat tot el contrari. Els poders públics han d'adoptar les mesures necessàries per facilitar que l'exercici del dret de llibertat religiosa sigui real i efectiu (art. 9.2 CE), i per això tindran en compte les creences religioses de la societat i mantindran les consegüents relacions de cooperació amb les confessions religioses (STC 166/1996, de 28 d'octubre, FJ 2).
D'aquesta manera, es posa de manifest la relació inexcusable entre el dret de llibertat religiosa i el principi de laïcitat, els dos proclamats en l'article 16 de la CE, sent aquest últim pressupòsit clau per a la convivència pacífica entre les diferents conviccions religioses presents en la societat espanyola, que és plural i democràtica (art. 1.1 CE).
D'altra banda, la Llei orgànica de llibertat religiosa de 1980, en el seu article 2.1 estableix que la llibertat religiosa i de culte comprèn, entre d'altres, el dret de tota persona a: 
1. Professar les creences religioses que hom elegeixi o no professar-ne cap.
2. Practicar els actes de culte i rebre assistència religiosa de la seva pròpia confessió.
3. Commemorar les seves festivitats.
4. Rebre formació i informació religiosa de tota índole.
5. Reunir-se i manifestar-se públicament amb finalitats religioses.
6. Establir llocs de culte o de reunió amb finalitats religioses.
7. Difondre les pròpies creences i mantenir relacions amb la seva i amb altres confessions religioses.[4]

## Límits
Com tots els drets fonamentals, la llibertat religiosa també té uns límits. Així, l'article 3.1 de la Llei orgànica de llibertat religiosa estableix que: “L'exercici dels drets dimanants de la llibertat religiosa i de culte té com a únic límit la protecció del dret dels altres a l'exercici de les seves llibertats públiques i drets fonamentals, així com la salvaguarda de la seguretat, de la salut i de la moralitat pública, elements constitutius de l'ordre públic protegit per 
la llei en l'àmbit d'una societat democràtica”. Aquesta fórmula utilitzada en l'art. 3.1 de la LOLR sembla constituir una síntesi de l'article 9.2 del Conveni per a la protecció dels drets humans i llibertats fonamentals (Roma, 4 de novembre de 1950), que diu literalment: “La llibertat de manifestar la seva religió o les seves conviccions no pot ser objecte de més restriccions que les 
que, previstes per la Llei, constitueixin mesures necessàries en una societat democràtica per a la seguretat pública, la protecció de l'ordre, de la salut o de la moral pública, o la protecció dels drets i les llibertats dels altres”.

## Normalització
La llibertat religiosa, a més de la dimensió individual, també té la dimensió col·lectiva. Des d'aquest punt de vista, una societat oberta, com la catalana, ha de ser capaç d'integrar i donar cobertura i solucions a l'acomodació de la diversitat de creences i de conviccions tant de la ciutadania com de les confessions i de les comunitats religioses.Això no obstant, certes qüestions poden provocar conflictes en l'exercici dels drets fonamentals, con el de la llibertat religiosa, entre diferents individus i col·lectius. En aquestos casos, serà necessari saber gestionar la diversitat 
religiosa i portar a terme un procés plural de creació de normes per trobar la solució més adient.